# Воложинское гетто
Воло́жинское гетто (август 1941 — лето 1943) — еврейское гетто, место принудительного переселения евреев города Воложин Минской области в процессе преследования и уничтожения евреев во время оккупации территории Белоруссии войсками нацистской Германии в период Второй мировой войны.

## Оккупация Воложина
Перед войной численность евреев в Воложине составляла 1434 человека.
Город был оккупирован войсками вермахта 25 (26) июня 1941 года, и оккупация продлилась 3 года — до 5 июля 1944 года.
Бургомистром города оккупанты поставили Станислава Торского (Stanislaw Torsky), человека с крайне антисемитскими взглядами.

## Создание гетто
Немецкие солдаты, вошедшие в город, сразу же убили несколько евреев. На следующий день, 26 июня 1941 года, гестапо в принудительном порядке создало юденрат в составе 12 человек. Бургомистр уже на второй день своего правления приказал арестовать 11 евреев (среди них — городской врач с дочерью), которых зверски избили и расстреляли.
В августе 1941 года в Воложине было создано еврейское гетто, куда немцы согнали евреев из Воложина, Вишнево, Ошмян и близлежащих деревень — всего примерно 3500 человек.
Вскоре после оккупации в городе была образована еврейская подпольная группа антинацистского сопротивления.

## Условия в гетто
Евреев изнуряли принудительным трудом, подвергали пыткам, морили голодом, многих публично убивали.
Местных жителей, которые иногда пытались помочь евреям с едой, жестоко наказывали.

## Уничтожение гетто
Воложинская комиссия содействия ЧГК СССР в акте от 13 июня 1945 года официально зафиксировала, что большинство убитых среди мирного населения Воложинского района от рук нацистов и их пособников составили евреи. В их числе погибли последние 64 ученика Воложинской иешивы.
Немцы, педантично исполняя нацистскую программу уничтожения евреев, первое массовое убийство евреев организовали в августе 1941 года. 45 человек вывели за город, заставили выкопать яму и всех расстреляли, заживо закопав раненых вместе с мёртвыми.

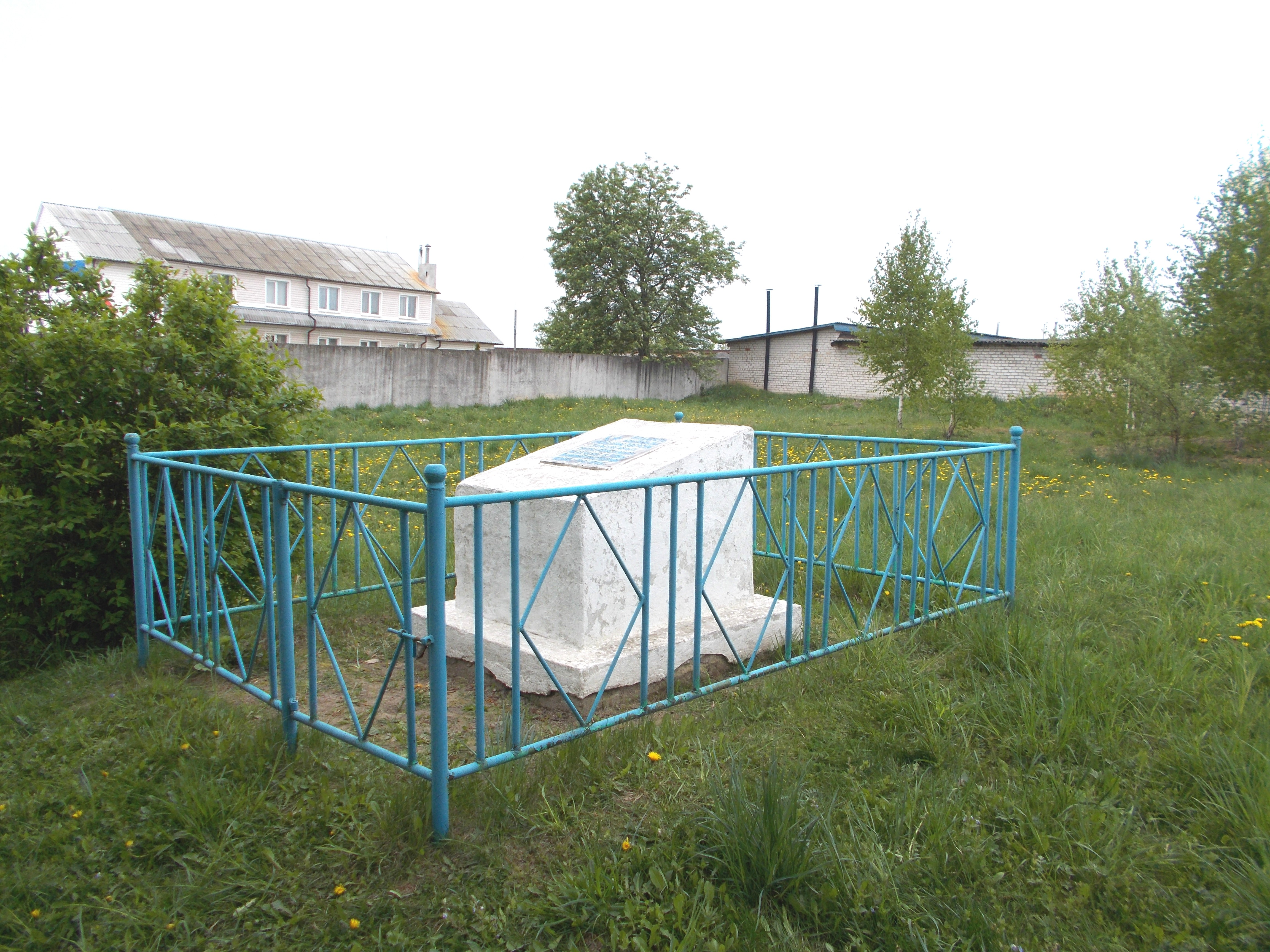
Памятник евреям Воложина на улице Горького

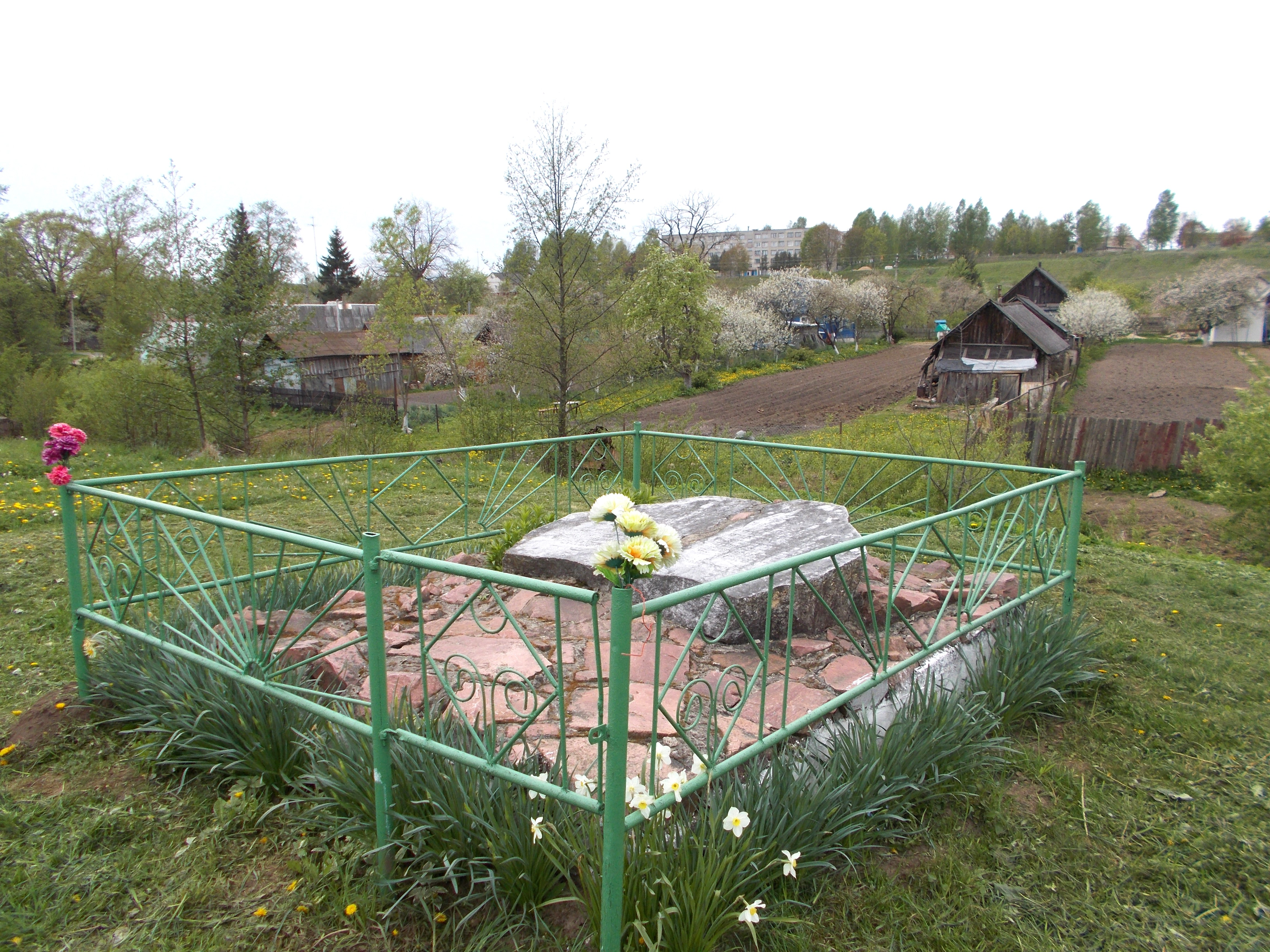
Памятник убитым евреям на улице Пушкина

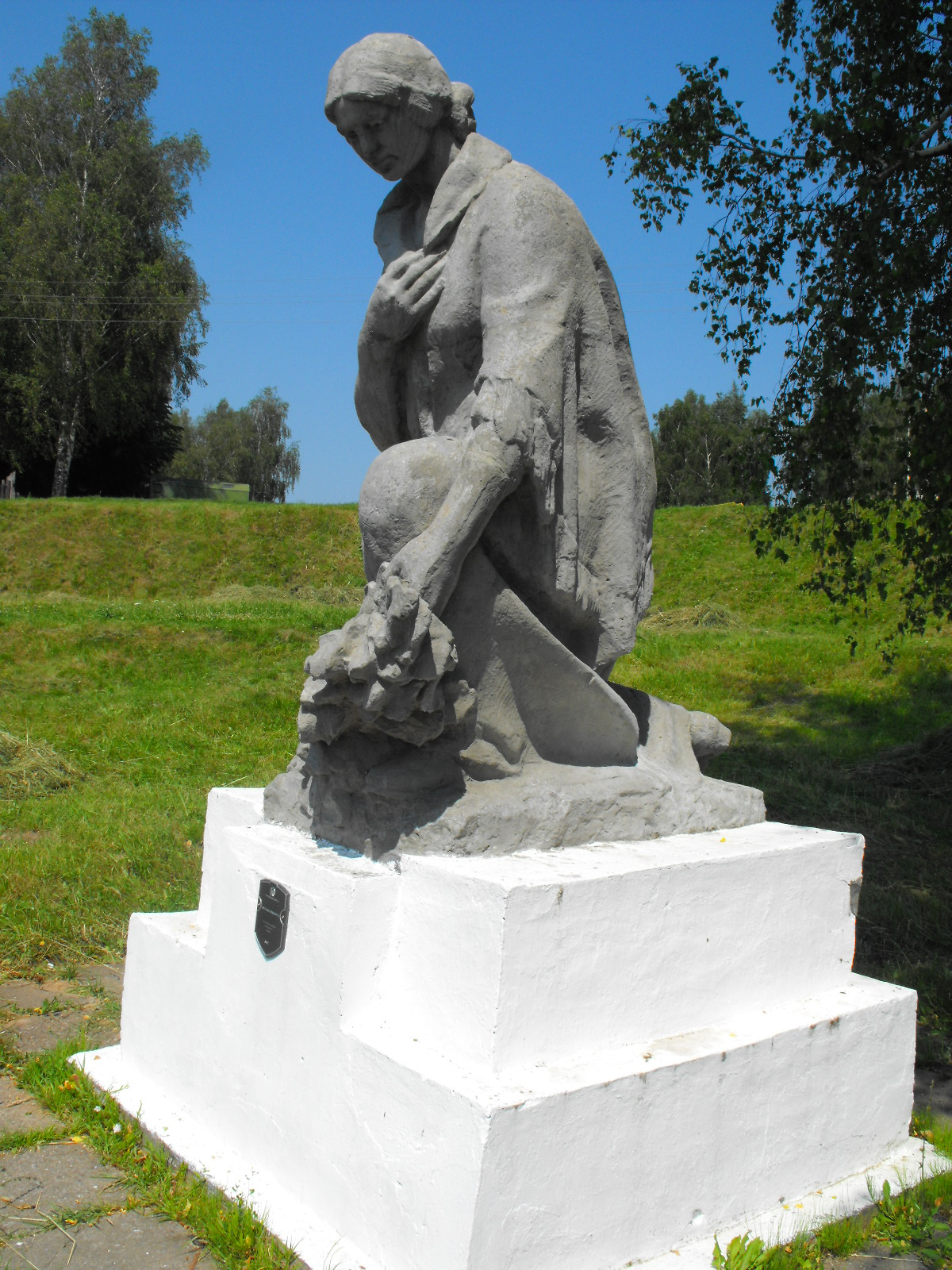
Памятник «Скорбящая мать» на месте массового убийства в октябре-ноябре 1942 года

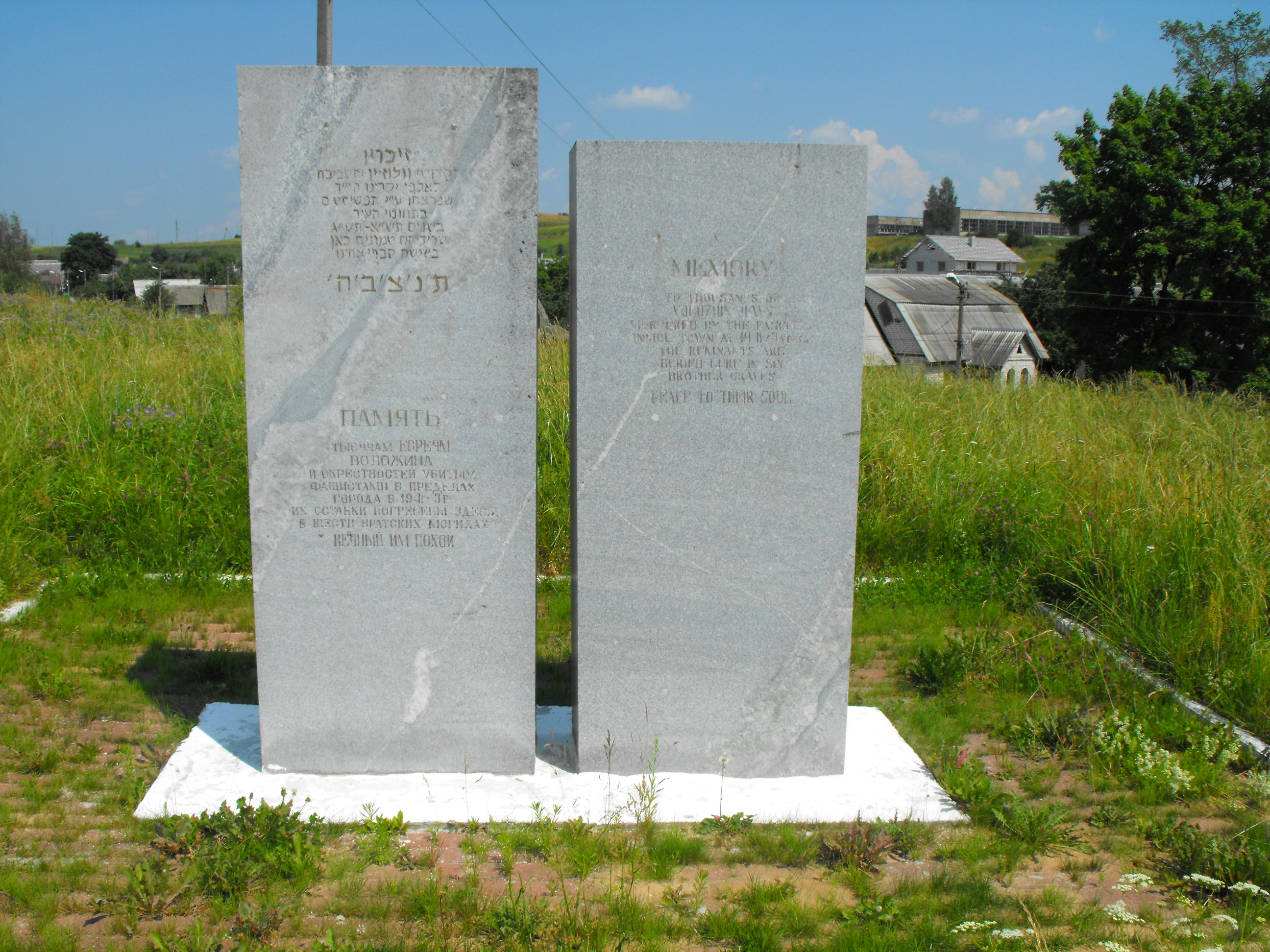
Памятник на еврейском кладбище Воложина

28 октября 1941 года глава местного отделения гестапо по прозвищу Мока (Moka) приказал расстрелять 10 евреев в лесу возле города. Среди убитых был Якоб (Яни) Гарбер, глава юденрата. Известен случай, когда несколько евреев расстреляли на развёрнутом свитке Торы.
1 декабря 1941 года было убито около 300 воложинских евреев.
10 мая 1942 года евреев Воложинского гетто решили наказать за трёх немцев, несколькими днями ранее убитых партизанами. В 5 часов утра гетто было оцеплено подразделением СС вместе с белорусскими и польскими полицаями. Они вошли в гетто, убили двух еврейских полицейских на воротах, а затем начали стрелять в толпу евреев. Глава полиции подозвал одного из членов юденрата, приказал чистить сапоги и затем выстрелил ему в голову. Часть евреев пыталась взобраться на крышу и спрыгнуть за ограду гетто. Большинство из них были застрелены, но 12 человек сумели бежать. Часть оставшихся в живых людей прождала до вечера, а затем ночью некоторым удалось уйти в лес.
В середине июля 1942 года в Воложине были расстреляны 2000 евреев.
Ещё одна «акция» (таким эвфемизмом немцы называли массовые убийства) была организована в октябре (сентябре) 1942 года. Гестаповцы пригнали 225 (220) евреев из помещений бывших польских казарм на улицу Дубинскую и расстреляли.
В январе 1943 года на окраине Воложина, на улице Шаповаловской (ныне — Загородная), немцы и белорусские полицаи сожгли заживо около 400 евреев в сарае для сушки льна.
В июне (2 мая) 1943 года немцы убили 1500 воложинских евреев, в том числе детей и женщин. Поводом для этой расправы стал донос местного жителя Данилы Нехая в гестапо, что евреи прячут у себя радиоприёмник. Сначала гестаповцы собрали узников гетто на площади по улице Дубинской в большом сарае, и уже оттуда группами по 50-100 человек гнали на воложинское еврейское кладбище, где расстреливали. Сопротивлявшихся, пытавшихся спрятаться или убежать убивали на месте. 600 евреев, которые пытались спрятаться, заживо сожгли в доме бывшего польского жандарма Булова (Bulow) рядом с кладбищем. Во время этой расправы сумел спастись только один Гирш Склют, который смог ударить полицейского и убежать. По показаниям на суде одного из участников массовых убийств: «…Мы выехали в город Воложин, где расстреляли около двух тысяч человек евреев — мужчин, женщин, детей. Руководил расстрелом Граве. …Я лично расстрелял сто двадцать человек».
Через некоторое время, летом 1943 года, последних евреев из гетто привели на кладбище, заставили выкопать большую яму, а затем закопали живьём с помощью тракторов и танков.
Несколько евреев, вернувшихся в Воложин после освобождения города, были убиты местными жителями.

## Случаи спасения и «Праведники народов мира»
В Воложине 3 человека были удостоены почетного звания «Праведник народов мира» от израильского мемориального института «Яд Вашем» «в знак глубочайшей признательности за помощь, оказанную еврейскому народу в годы Второй мировой войны»
- Стасяк Мария — за спасение Дратвицкой Регины и её сына Бени[20].
- Новодворские Ян и Антонина — за спасение Лавита Шаи и Гудеса Иосифа[21].

## Организаторы и исполнители убийств
Руководство расстрелами возглавляли немецкие офицеры Блюм и Блеш, которым помогали местные коллаборационисты. В убийствах евреев активное участие принимали комендант городской полиции Янковский (бывший уполномоченный Наркомата земледелия БССР в Воложине). Особой жестокостью к евреям отличились жители Воложина Тавтень, Зенько, Ботян и братья Станкевичи из деревни Филиппиняты.
Полицаи Нехай, Журкевич и Кашкевич после расстрелов занимались мародёрством — снимали с тел убитых обувь и одежду, выламывали зубные коронки из золота и платины, забирали ценные вещи, деньги и часы.

## Память
После освобождения города Чрезвычайная комиссия смогла восстановить только 136 фамилий евреев Воложина из более чем 3000 убитых с указанием их возраста, пола, профессии и последнего предвоенного места работы.
В 1992 году старое еврейское кладбище, на котором происходили расстрелы евреев, на средства зарубежных еврейских организаций было огорожено забором и приведено в порядок. Там, в центре города, находится братская могила 45 евреев, которых в августе 1941 года гитлеровцы заставили выкопать самим себе могилу и расстреляли.
В 1995 году на другом месте расстрела евреев в Воложине поставлен памятник с надписями на белорусском языке и на иврите.
В 1961 году установлен памятник — скульптура скорбящей матери — на могиле узников гетто (Гора Высокая), где в сентябре 1942 года немцы замучили и расстреляли 1000 евреев, узников гетто. В 2015 году туда были перезахоронены останки убитых евреев, найденных во время строительных работ на стадионе, а весь мемориал был реконструирован и обновлен.
В 1961 году установлен такой же памятник на могиле евреев (100—220 стариков, женщин и детей), убитых в октябре-ноябре 1942 года.
Материалы о Воложинском гетто экспонируются в Воложинском краеведческом музее.
Опубликованы неполные списки убитых евреев Воложина.